# 守護月天
《守護月天》，是櫻野鈴音所作之一部日本漫畫作品，1996年4月至2000年2月於《月刊少年GANGAN》上連載，單行本全11卷。漫畫續篇《守護月天！再逢》2002月3月至2005年3月於《月刊Comic BLADE》上連載，單行本全6卷。2015年10月，原作者櫻野鈴音發表了將再推出續篇《守護月天！ 解封之章》的消息。本作品的電視動畫版本由東映動畫製作，在1998年於日本朝日電視台聯播網首播，另有OVA全8卷。

## 故事簡介

### 守護月天！
一個叫七梨太助的中學二年級學生，收到了在中國旅行的父親寄來的寶物支天輪。太助看了支天輪片刻，一個女孩竟然從它走出來，她叫守護月天小璘，是月亮的精靈。自此小璘留在太助身邊保護他，但很多時卻越幫越忙。太助和小璘相處日久，開始愛上對方，可是小璘的上司南極壽星反對精靈跟人類談戀愛。

## 主要角色

### 精靈
- 守護月天小璘（配音員：國府田麻理子（日本）；傅其慧（台灣）；程文意（香港））

月亮的精靈，隨着太助父親寄出的支天輪來到太助家。任務是保護主人，可以召喚星神幫手。由於她不認識現代世界，初時經常誤會一些日常事物會危害主人，結果好心做壞事。
- 慶幸日天汝昴（配音員：高田由美（日本）；謝佼娟（台灣）；黃玉娟（香港））

太陽的精靈，隨着太助父親寄出的另一件寶物黑天筒來到太助家，後來變成教師進入太助的學校。任務是給主人幸福，可以使用「陽天心招來」，把無生命的物件變成生物。古時候她和小璘曾經當上了兩個對立的人的守護者，因各為其主而衝突，自此二人的關係便有了陰影。
- 萬難地天紀柳（配音員：桑島法子（日本））

大地的精靈，任務是試練主人，從太助父親寄出的做壞的佛像附贈的贈品短天扇來到太助家，在《守護月天》漫畫及OVA登場。
- 星神

小璘的隨從，當中包括離珠（配音員：川澄綾子（日本）；雷碧文（台灣）；王夢華（香港））、虎賁（配音員：山口勝平（日本）；謝佼娟（台灣）；龍德瓊（香港））、軒轅（配音員：南央美（日本））、瓠瓜等。
- 南極壽星

最高級的星神，是唯一可以控制守護月天的星神。

### 人類
- 七梨 太助（配音員：阪口大助（日本）；曹冀魯（台灣）；陳廷軒（香港））

小璘、汝昴、紀柳的主人。
- 宮內 出雲（配音員：森川智之（日本）；陳進益（台灣）；黃志成（香港））

宮內神社的住持，愛上小璘。
與七梨那奈是國中時期的同學。
- 野村 高志（配音員：置鮎龍太郎（日本）；劉昭文（香港））

太助的同班同學，愛上小璘。
- 遠藤 乎一郎（配音員：南央美（日本）；雷碧文→謝佼娟（台灣）；譚淑英（香港））

太助的同班同學，愛上汝昴。
- 山野邊 翔子（配音員：山崎和佳奈（日本）；雷碧文（台灣）；吳小藝（香港））

太助的同班同學，初登場時是一個不良少女，經常缺課。
- 愛原 花織（配音員：前田愛（日本）；龍德瓊（香港））

太助的一年級同學，愛上了太助。
- 七梨 太郎助（配音員：堀秀行（日本）；陳偉權（香港））

太助的父親，絕大部份時間在外面生活。
- 七梨 那奈（配音員：宇和川惠美（日本））

太助的姊姊，絕大部份時間在外面生活。
與宮內出雲是國中時期的同學，熟知出雲的一切弱點。

## 出版書籍
| 冊數 | 艾尼克斯      | 艾尼克斯            | 東立出版社    | 東立出版社         |
| 冊數 | 發售日期      | ISBN                | 發售日期      | ISBN               |
| ---- | ------------- | ------------------- | ------------- | ------------------ |
| 1    | 2003年2月     | ISBN 978-4901926317 | 2004年6月1日  | ISBN 986-11-4167-7 |
| 2    | 2003年2月     | ISBN 978-4901926324 | 2004年6月1日  | ISBN 986-11-4168-5 |
| 3    | 2003年3月     | ISBN 978-4901926423 | 2004年6月21日 | ISBN 986-11-4338-6 |
| 4    | 2003年3月     | ISBN 978-4901926430 | 2004年6月21日 | ISBN 986-11-4339-4 |
| 5    | 2003年4月     | ISBN 978-4901926478 | 2004年8月18日 | ISBN 986-11-4840-X |
| 6    | 2003年4月     | ISBN 978-4901926485 | 2004年9月29日 | ISBN 986-11-4841-8 |
| 7    | 2003年5月10日 | ISBN 978-4901926515 | 2005年3月1日  | ISBN 986-11-5543-0 |
| 8    | 2003年5月10日 | ISBN 978-4901926522 | 2005年3月1日  | ISBN 986-11-5544-9 |
| 9    | 2003年6月10日 | ISBN 978-4901926638 | 2005年3月14日 | ISBN 986-11-5545-7 |
| 10   | 2003年6月10日 | ISBN 978-4901926645 | 2005年3月14日 | ISBN 986-11-5546-5 |

| 冊數 | MAG Garden     | MAG Garden                                        | 東立出版社     | 東立出版社         |
| 冊數 | 發售日期       | ISBN                                              | 發售日期       | ISBN               |
| ---- | -------------- | ------------------------------------------------- | -------------- | ------------------ |
| 1    | 2002年12月10日 | ISBN 978-4901926218（限定版） ISBN 978-4901926232 | 2003年6月16日  | ISBN 986-11-2561-2 |
| 2    | 2003年6月10日  | ISBN 978-4901926621                               | 2003年7月13日  | ISBN 986-11-2562-0 |
| 3    | 2004年1月10日  | ISBN 978-4861270055                               | 2004年5月3日   | ISBN 986-11-4357-2 |
| 4    | 2004年6月10日  | ISBN 978-4861270451                               | 2004年10月13日 | ISBN 986-11-4358-0 |
| 5    | 2004年12月10日 | ISBN 978-4861270963                               | 2005年5月23日  | ISBN 986-11-6074-4 |
| 6    | 2005年6月10日  | ISBN 978-4861271533                               | 2005年9月9日   | ISBN 986-11-7295-5 |

| 冊數 | MAG Garden    | MAG Garden             | 東立出版社    | 東立出版社             |
| 冊數 | 發售日期      | ISBN                   | 發售日期      | ISBN                   |
| ---- | ------------- | ---------------------- | ------------- | ---------------------- |
| 1    | 2016年10月8日 | ISBN 978-4-8000-0620-2 | 2018年3月12日 | ISBN 978-986-486-636-6 |
| 2    | 2017年7月10日 | ISBN 978-4-8000-0701-8 | 2019年8月5日  | ISBN 978-986-486-637-3 |
| 3    | 2018年6月9日  | ISBN 978-4-8000-0782-7 |               |                        |
| 4    | 2019年7月10日 | ISBN 978-4-8000-0874-9 |               |                        |

## 動畫

### 電視動畫
1998年10月至1999年4月首播。香港地區由本港台在2001年播出，在2002、2010及2011年重播。

#### 製作團隊
- 原作 - 櫻野鈴音（艾尼克斯『月刊少年GANGAN』連載）
- 系列監督 - 貝澤幸男
- 系列構成 - 細井能道
- 人物設計 - 上野賢
- 美術設計 - 東潤一
- 色彩設計 - 塚田劭
- 編輯 - 麻生芳弘
- 音樂 - Joe Rinoie（日语：ジョー・リノイエ）
- 後備製作人 - 櫻田博之
- 製作人 - 梶淳、渡邊哲也、西澤信孝
- 製作 - 朝日電視台、東映動畫

#### 主題曲
片頭曲「さぁ」
作詞 - 椎名慶治 / 作曲 - 椎名慶治、永谷喬夫 / 編曲・演奏・歌 - SURFACE（label：環球音樂）
- 歌詞を担当した椎名は、原作漫画を読んで作り上げた。また、椎名自身も太助と性格が似ているとされ、太助の思いをよく表現していると設定資料で明かされている。

片尾曲「I JUST FEEL SO LOVE AGAIN 〜そばにいるだけで〜」
作詞 - 秋本瑞月 / 作曲 - 大野愛果 / 編曲 - 古井弘人 / 歌 - sweet velvet（label：GIZA studio）

#### 各話列表
| 話數 | 日文標題 | 中文標題                     | 腳本     | 演出       | 作畫監督 | 美術     | 播放日期        | 收錄VHS |
| ---- | -------- | ---------------------------- | -------- | ---------- | -------- | -------- | --------------- | ------- |
| 1    |          | 她是傻瓜                     | 細井能道 | 貝澤幸男   | 高木雅之 | 東潤一   | 1998年 10月17日 | VOL.1   |
| 2    |          | 幸福全餐                     | 山田健一 | 山田徹     | 進藤滿尾 | 松本健治 | 10月24日        | VOL.1   |
| 3    |          | 燃燒吧！！章魚的靈魂         | 佐藤勝一 | 早川啓二   | 伊藤智子 | 和田泉   | 10月31日        | VOL.1   |
| 4    |          | 衝擊，朋友出場               | 細井能道 | 宇田鋼之介 | 真庭秀明 | 鈴木和彥 | 11月7日         | VOL.1   |
| 5    |          | 最差勁最可惡討厭的人         | 山田健一 | 小坂春女   | 本橋秀之 | 德重賢   | 11月14日        | VOL.2   |
| 6    |          | 學校的陷阱                   | 山田靖智 | 勝間田具治 | 永樹龍博 | 坂木功治 | 11月21日        | VOL.2   |
| 7    |          | 救命！緊密紅線               | 瀧晃一   | 明比正行   | 平岡正幸 | 松本健治 | 11月28日        | VOL.2   |
| 8    |          | 突然出現的危機               | 佐藤勝一 | 宇田鋼之介 | 高木雅之 | 和田泉   | 12月5日         | VOL.2   |
| 9    |          | 電擊！意外的弱點             | 山田健一 | 早川啓二   | 伊藤智子 | 鈴木和彥 | 12月12日        | VOL.3   |
| 10   |          | 從聖誕中保護主人             | 山田靖智 | 山田徹     | 進藤滿尾 | 德重賢   | 12月19日        | VOL.3   |
| 11   |          | 取回支天輪！！愛的大搜查線   | あべけん | 小坂春女   | 真庭秀明 | 松本健治 | 12月26日        | VOL.3   |
| 12   |          | 突然闖入！花織是可愛的闖入者 | 細井能道 | 宇田鋼之介 | 上野賢   | 和田泉   | 1999年 1月16日  | VOL.3   |
| 13   |          | GO！GO！危險的溫泉旅行       | 瀧晃一   | 明比正行   | 永樹龍博 | 鈴木和彥 | 1月23日         | VOL.4   |
| 14   |          | 奪取一百萬，火球挑戰者       | あべけん | 山田徹     | 平岡正幸 | 内川文広 | 1月30日         | VOL.4   |
| 15   |          | 脫韁之男！傳聞中的大變身     | 藤本信行 | 早川啓二   | 伊藤智子 | 松本健治 | 2月6日          | VOL.4   |
| 16   |          | 結果如何！？決戰情人節       | 佐藤勝一 | 貝澤幸男   | 高木雅之 | 和田泉   | 2月13日         | VOL.4   |
| 17   |          | 神秘的校服小偷 怪盜衣人拜訪  | 佐藤勝一 | 小坂春女   | 真庭秀明 | 鈴木和彥 | 2月20日         | VOL.5   |
| 18   |          | 啊！拯救老爸大作戰           | 瀧晃一   | 宇田鋼之介 | 進藤滿尾 | 宮前光春 | 2月27日         | VOL.5   |
| 19   |          | 爆發！拚命的相親             | 藤本信行 | 明比正行   | 上野賢   | 松本健治 | 3月6日          | VOL.5   |
| 20   |          | 寶藏的傳說！！恐怖的幽靈船   | 清水東   | 山田徹     | 永樹龍博 | 和田泉   | 3月13日         | VOL.6   |
| 21   |          | 突然的離別！淚之約會         | 細井能道 | 早川啓二   | 伊藤智子 | 鈴木和彥 | 3月27日         | VOL.6   |
| 22   |          | 愛可扭轉命運…                | 細井能道 | 宇田鋼之介 | 高木雅之 | 松本健治 | 4月3日          | VOL.6   |

#### 播放電視台
| 対象地域      | 播放電視台     | 系列           | 備註       |
| ------------- | -------------- | -------------- | ---------- |
| 關東廣域圈    | 朝日電視台     | 朝日電視台系列 | 制作電視台 |
| 北海道        | 北海道電視台   | 朝日電視台系列 |            |
| 青森縣        | 青森朝日放送   | 朝日電視台系列 |            |
| 岩手縣        | 岩手朝日電視台 | 朝日電視台系列 |            |
| 宮城縣        | 東日本放送     | 朝日電視台系列 |            |
| 秋田縣        | 秋田朝日放送   | 朝日電視台系列 |            |
| 山形縣        | 山形電視台     | 朝日電視台系列 |            |
| 福島縣        | 福島放送       | 朝日電視台系列 |            |
| 新潟縣        | 新潟電視台21   | 朝日電視台系列 |            |
| 長野縣        | 長野朝日放送   | 朝日電視台系列 |            |
| 靜岡縣        | 静岡朝日電視台 | 朝日電視台系列 |            |
| 石川縣        | 北陸朝日放送   | 朝日電視台系列 |            |
| 中京廣域圈    | 名古屋電視台   | 朝日電視台系列 |            |
| 近畿廣域圈    | 朝日放送       | 朝日電視台系列 |            |
| 廣島縣        | 廣島HOME電視台 | 朝日電視台系列 |            |
| 山口縣        | 山口朝日放送   | 朝日電視台系列 |            |
| 香川縣 岡山縣 | 瀨戶内海放送   | 朝日電視台系列 |            |
| 愛媛縣        | 愛媛朝日電視台 | 朝日電視台系列 |            |
| 福岡縣        | 九州朝日放送   | 朝日電視台系列 |            |
| 長崎縣        | 長崎文化放送   | 朝日電視台系列 |            |
| 熊本縣        | 熊本朝日放送   | 朝日電視台系列 |            |
| 大分縣        | 大分朝日放送   | 朝日電視台系列 |            |
| 鹿兒島縣      | 鹿兒島放送     | 朝日電視台系列 |            |
| 沖繩縣        | 琉球朝日放送   | 朝日電視台系列 |            |

| 日本 朝日電視台 星期六 18:00-18:30 | 日本 朝日電視台 星期六 18:00-18:30      | 日本 朝日電視台 星期六 18:00-18:30 |
| ---------------------------------- | --------------------------------------- | ---------------------------------- |
|                                    | 守護月天 (1998年10月17日～1999年4月3日) |                                    |
| 遊戲王 (第一輯)                    | 長島三奈的熱鬥！SPORT M18               |                                    |

| 香港 本港台 星期一、二、三 16:45-17:15 | 香港 本港台 星期一、二、三 16:45-17:15        | 香港 本港台 星期一、二、三 16:45-17:15 |
| -------------------------------------- | --------------------------------------------- | -------------------------------------- |
|                                        | 守護月天 重播 (2010年11月24日～2011年1月12日) |                                        |
| 勁爆倉鼠樂隊                           | 阿童木                                        |                                        |

### 傳心 守護月天。
2000年6月到2001年11月發售OVA全8卷。CD廣播劇、原聲帶音樂特典與相關主題訪談・聲優創造企劃收錄。人物設定與電視動畫版和原作接近。
製作團隊
- 原作 - 櫻野鈴音
- 監督 - 貝澤幸男（第1・4・5・8卷）、小坂春女（第2・3卷）、芝田浩樹（第6卷）、門田英彥（第7卷）
- 監修 - 貝澤幸男（第2・3・6・7卷）
- 腳本 - 藤本信行（第1-5卷）、藤咲あゆな（第6・7卷）、櫻野鈴音（第8卷）
- 人物設計 - 大西陽一・增田信博（第3卷）
- 總作畫監督 - 大西陽一（第3・8卷）
- 作畫監督 - 大西陽一（第1・2・4-7卷）、増田信博（第3・8卷）
- 美術監督 - 鹿野良行
- 色彩設計 - 佐久間ヨシ子
- 攝影技術監督 - 若尾卓見（第1・8卷）、岡崎英夫（第2卷）、高橋基（第3卷）、梶原裕美子（第4卷）、中得覚（第5卷）、田代儀幸（第6卷）、坂西勝（第7卷）
- 編輯 - 麻生芳弘（第1-4卷）、福光伸一（第5-8卷）
- 音樂 - 神津裕之、湯川武史（第5-8卷）
- 製作人 - 櫻田博之、柴田光輝
- 製作 - 東映動畫株式會社・株式會社ムービック

主題曲
片頭曲
「Wish」（第1卷 - 第5卷）
作詞 - 牧惠美子 / 作曲・編曲 - 神津裕之 / 歌 - 國府田麻理子
「Magic」（第6卷 - 第8卷）
作詞 - こさかなおみ / 作曲・編曲 - 神津裕之 / 歌 - 守護月天シャオリン
片尾曲
「I'LL FOLLOW YOU」（第1卷 - 第5卷）
作詞 - 仁科薫理 / 作曲・編曲 - 神津裕之 / 歌 - jyushi-ca
（第6卷 - 第8卷）
作詞 - こさかなおみ / 作曲 - 伊澤美穗 / 編曲 - 吉川清之 / 歌 - 川澄綾子

#### 各卷標題
1. 來自月亮的少女（月から来た少女）
2. 海邊之心・動・時・刻（潮風のと・き・め・き）
3. 萬難地天 紀柳（万難地天キリュウ）
4. 梅雨季節的傳說（雨の言い伝え）
5. 然後，夏天開始了（そして、夏のはじまり）
6. 永遠的幸福（しあわせいつまでも）
7. 璘兒的少女化改造計劃（シャオ乙女化計画!）
8. 未知的心情（まだ知らない気持ち）

## 外部連結
- 傳心 守護月天（页面存档备份，存于）東映（日語）